# Regioni della Romania per indice di sviluppo umano
     ≥ 0.900
     0.825 – 0.849
     0.800 – 0.824
     ≤ 0.799

Mappa della Romania per ISU nel 2019.
Legenda:
≥ 0.900
0.825 – 0.849
0.800 – 0.824
≤ 0.799

Questa è una lista delle regioni di sviluppo della Romania per indice di sviluppo umano 2019.
| Very high human development | Very high human development          | Very high human development | Very high human development   |
| Pos.                        | Regione                              | HDI (2019)                  | Comparabile con (2019)        |
| --------------------------- | ------------------------------------ | --------------------------- | ----------------------------- |
| 1                           | Regione di sviluppo București-Ilfov  | 0.963                       | Regno Unito                   |
| 2                           | Regione di sviluppo Nord-Vest        | 0.832                       | Montenegro                    |
| 3                           | Regione di sviluppo Vest             | 0.831                       | Montenegro                    |
| -                           | Romania (media)                      | 0.828                       | Montenegro                    |
| 4                           | Regione di sviluppo Centru           | 0.825                       | Kazakistan                    |
| 5                           | Regione di sviluppo Sud-Vest Oltenia | 0.808                       | Malaysia, Costa Rica          |
| High human development      |                                      |                             |                               |
| 6                           | Regione di sviluppo Sud-Est          | 0.798                       | Seychelles, Trinidad e Tobago |
| 7                           | Regione di sviluppo Sud-Muntenia     | 0.790                       | Albania                       |
| 8                           | Regione di sviluppo Nord-Est         | 0.782                       | Sri Lanka                     |